# John Skelton

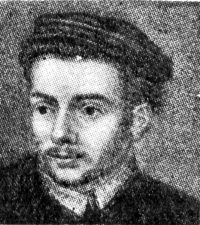
John Skelton

John Skelton (?, ca. 1460 (of 1464) – Londen, 21 juni 1529) was een Engels dichter.
Over Skeltons leven is weinig met zekerheid bekend. Hij studeerde in Oxford en Cambridge en aan beide universiteiten werd hem de titel ‘poeta laureatus’ verleend, een graad in welsprekendheid. De drukker William Caxton vermeldt Skelton ook als vertaler uit het Latijn. 
In 1498 werd hij geestelijke. Hij vertoefde ook aan het hof en gaf les aan de latere koning Hendrik VIII. Hoewel Skelton als scherp satiricus het hofleven op de hak nam in The bowge of court (Het hofrantsoen, 1498) kon hij aan hof op enige bescherming van de koning rekenen. In 1499 ontmoette hij Erasmus. In 1502 werd hij dominee in Diss in het graafschap Norfolk en bleef dat tot ongeveer 1511. Zijn beste werk dateert uit die periode. 
Skelton was een tegenstander van de machtige kardinaal Thomas Wolsey en, uit vrees voor wraak om zijn tegen hem gerichte satirische teksten, Speke parrot, Collyn Clout en Why come ye nat to courte zocht hij asiel in Westminster Abbey. Deze satiren dateren uit de periode 1521–1522.
Skelton schreef ook drie toneelstukken, waarvan alleen de moraliteit Magnyfycence (1515) bewaard is gebleven. Overig werk zijn het grof-komische Phyllyp Sparowe (1507) en The Tunnyng of Elynour Rummyng (1517) en het aan zijn weldoenster de gravin van Surrey opgedragen The Garlande of Laurell (1528).
In zekere zin was John Skelton hofdichter, of dichter van de koning, zoals blijkt uit balladen die tegen de Schotten waren gericht. Vanuit die gedachte wordt hij wel gerekend tot de Poets Laureate. Hij wordt gezien als een bekwaam en oorspronkelijk dichter die de verbinding vormde tussen de late Middeleeuwen en de periode van de grote dichters als Edmund Spenser en Philip Sidney.